# پتر اولسک
پتر اولسک (انگلیسی: Peeter Olesk؛ زادهٔ ۲۲ آوریل ۱۹۹۳) تیرانداز اهل استونی است.